# Creative Women Publishing (видавництво)
Creative Women Publishing — перше українське жіноче видавництво. Засноване 2020 року завдяки громадському фінансуванню. Спеціалізується на феміністичній літературі, а також на «викритті гендерних стереотипів українського суспільства щодо табуйованих тем жіночого й чоловічого досвідів».
Книга видавництва про менструацію «Хрестик, або дуже кривава книжка» увійшла до списку найкращих українських книжок 2022 року за версією організації Український ПЕН і премії Книга року BBC.

## Робота видавництва
Видавництво було засноване 11 березня 2020 року під парасольковим брендом Creative Women Space, соціального підприємства з метою розвитку жінок у творчості та бізнесі. До створення долучились 7 співзасновниць із рівнозначними правами, за горизонтальним розподілом праці: Ірина Ніколайчук, Слава Світова, Орнелла Остапенко, Ірина Лісова (Малішевська), Оксана Боровець, Даша Непочатова, Ольга Васько.
Перша книга «Про що вона мовчить» (2021) була видана спільнокоштом за допомогою ресурсу Велика Ідея. За перші 18 годин співзасновницям удалося зібрати 40 % від загального бюджету книжки. Дебютне видання містить 48 есе про жіночий досвід: тілесність і сексуальність, материнство й боротьбу з важкою хворобою, токсичні стосунки й відстоювання власних кордонів тощо. Серед авторок Аlyona alyona, Ірма Вітовська, Ірина Славінська, Лариса Денисенко, Ірина Галай, Юлія Федів та інші. 2022 року книга увійшла до списку найкращих українських книжок в категорії есеїстика за версією організації Український ПЕН.
Наступна книга «Анатомія письменниці» (2021) — про секрети мистецької майстерності й особливості роботи над текстами українських авторок: Олени Пчілки, Наталії Кобринської, Ольги Кобилянської, Лесі Українки й ін. Також у виданні подано практичні вправи й поради для розвитку письменницької творчості.
Книга «Про що він мовчить» (2022) є продовженням видання «Про що вона мовчить». Містить 50 есе про чоловічий досвід: дорослішання й досвід батьківства, насильство й війну, про те, як бути собою тощо. Співавторами є Тарас Прохасько, Роман Коляда, Олександр Елькін, Павло Вишебаба та інші.
Книга «Хрестик, або Дуже кривава книжка» (2022) Ольги Карі про менструацію. Видання ввійшло до Довгого списку премії Книга року BBC-Есеїстика-2022, а також до списку найкращих українських книжок 2022 року за версією організації Український ПЕН.
Книга «Єдинороги Лесі. Уроки активізму від Лесі Харченко» (2022) — це художня біографія активістки й правозахисниці Лесі Харченко. Окрім спогадів, у виданні подано також власні тексти дівчини й низка порад для активістського середовища.

## Активістська діяльність видавництва
Окрім книговидання, Creative Women Publishing займається активною суспільною діяльністю. У межах міжнародної кампанії «16 днів проти гендерного насильства» 3 грудня 2020 року видавництво ініціювало мовчазний zoom-перформанс «GIRL POWER ON/OFF». Метою онлайн-заходу було привернути суспільну увагу до табуйованих і замовчуваних аспектів жіночого досвіду.